# Vidne
Et vidne er en person, der har en vis relation til en given episode, som fx et drab. Denne person er relevant i forhold til at skulle klarlægge en given episode efter den er hændt og bruges derfor ofte i fx opklaring af kriminalsager. Et øjenvidne er mere specifikt en person der har været til stede (og set) episoden mens den er hændt. En øjenvidneberretning bruges dog også af medierne i sager udenfor det kriminelle, som fx en naturkatastrofe.
| Jura | Spire Denne juraartikel er en spire som bør udbygges. Du er velkommen til at hjælpe Wikipedia ved at udvide den. |